# Banque universelle
La banque universelle est un type de banque dont les activités sont particulièrement diversifiées et qui ainsi exercent toutes les opérations des domaines bancaire et financier. La banque universelle est interdite dans les pays où les banques sont régies par un principe de séparation stricte des domaines d'activités. 

## Concept
Une banque universelle joue à la fois un rôle de banque de dépôt, assurant ainsi la collecte de l'épargne et un rôle d'octroi de crédit, ainsi qu'un rôle de banque d'investissement. Elle sert d'intermédiaire financier sur les marchés financiers.
Théoriquement, la force de la banque universelle est qu'elle adosse, à la fragilité des activités d'investissement, la solidité financière des banques de dépôt, qui disposent généralement d'importants fonds propres. Cela doit permettre aux banques universelles de mieux faire face à de potentielles pertes boursières et autres crises financières. Aussi, la diversification des activités de la banque permet d'avoir un accès moins coûteux à la liquidité sur les marchés.

## Critiques
Le principe de banque universelle est souvent décrié et présenté comme responsable des dernières crises financières : en permettant d'injecter les sommes provenant de l'économie réelle (argent des particuliers et entreprises, et intérêts des prêts) dans les activités spéculatives, il amplifierait les phénomènes de spéculations et surtout, mettrait en péril l'argent déposé par les épargnants, notamment en incitant ces derniers à retirer en masse leur épargne de leur banque lors de mouvements boursiers brusques.
Toutefois, Stiroh (2010) montre qu'il n'y a pas de consensus au sein de la science économique au sujet des risques et performances des banques universelles. Joseph Schumpeter soutient en 1939 que le modèle de la banque universelle a été la condition nécessaire au rattrapage économique de l'Allemagne jusqu'à la Première Guerre mondiale.

## Type
Il existe en France cinq banques universelles:
- la BNP Paribas ;
- la BPCE (Banque populaire - Caisse d'épargne) ;
- le Crédit agricole ;
- le Crédit mutuel ;
- la Société générale.

Aux États-Unis, par exemple, entre 1933 et 1999, le Glass-Steagall Act instaurait une incompatibilité entre les métiers de banque de dépôt et de banque d'investissement. Il a été abrogé le 12 novembre 1999 par le Financial Services Modernization Act, ce qui permet désormais de proposer le service de banque universelle aux États-Unis.
La plus grande banque universelle, en 2008, est la Deutsche Bank.